# CarX Drift Racing
CarX Drift Racing es un videojuego de carreras de drift desarrollado y publicado por CarX Technologies lanzado en 2014 para iOS, Android y Windows Phone, en 2017 para Windows, en 2019 para PlayStation 4, en 2020 para Xbox One, y en 2021 para Nintendo Switch. Es la primera entrega de la serie CarX.

## Jugabilidad
CarX Drift Racing se trata de brindar a los usuarios una experiencia de derrape del mundo real. La demostración del juego al comienzo brinda una guía completa sobre la jugabilidad del juego. Los controles son muy simples y con un poco de práctica se puede dominar perfectamente.
CarX Drift Racing cuenta con opciones de personalización integrales, como una gran variedad de automóviles y parámetros para ajustarlos, de modo que pueda elegir qué tan de rápido y de derrape se desee que sea el coche. Estas personalizaciones son similares a las mejoras de la vida real que la gente suele hacer en sus automóviles. El juego tiene varios niveles y, a medida que se sube de nivel, se puede comprar mejores autos. Además proporciona una gran cantidad de pistas ubicadas en diferentes ciudades. 
En el modo para un jugador el objetivo es mantener el derrape a alta velocidad y terminar lo más rápido posible para obtener de dinero para mejorar y desbloquear nuevos circuitos y coches.
También hay una opción multijugador donde el jugador se puede reunir con amigos y salir a la carretera con su coche favorito. Se puede participar en eventos, desafiar a amigos con las habilidades de derrape o competir con jugadores en línea. También se puede encontrar jugadores en línea para jugar y relajarse.